# Christiane Martel
Christiane Martel (* 18. Januar 1932 in Piennes, Département Meurthe-et-Moselle als Christiane  Magnani) ist eine französische Schauspielerin. Sie war Miss Universe 1953.

## Leben und Wirken
Da Martel ab 1950 bei einigen regionalen Schönheitswettbewerben erfolgreich teilgenommen hatte, wurde sie 1953 zur Wahl der Miss France vorgeschlagen. Diesen Wettbewerb gewann Sylviane Carpentier, doch Martel wurde – nach einstimmigen Votum – noch im selben Jahr als Vertreterin Frankreichs in die USA entsandt, um in Long Beach (Kalifornien) an der Wahl zur Miss Universe teilzunehmen. Sie gewann diese Wahl und löste damit Armi Kuusela (* 1934) aus Finnland ab.
Bereits in Kalifornien bekam sie einige Filmrollen angeboten und ab 1954 konnte sie als Schauspielerin in Hollywood ihr Debüt feiern. Nach ihrer Karriere als Schauspielerin war sie immer wieder als Moderatorin in den Medien präsent, u. a. bei den Wahlen der Miss Universe 1989, 1993 und 2007, die in Mexiko stattfanden. Im Fernsehen war sie zum letzten Mal anlässlich der Wahl der Miss France am 3. Dezember 2011 als Co-Moderatorin zu sehen.
Martel war mit dem Geschäftsmann Ronnie Marengo verheiratet, von dem sie sich aber schon nach kurzer Zeit 1955 wieder scheiden ließ. In zweiter Ehe heiratete sie den mexikanischen Geschäftsmann Miguel Alemán Velasco, ein Sohn des Politikers Miguel Alemán Valdés und hatte mit ihm drei Töchter und einen Sohn.

## Filme (Auswahl)
- 1954: Aufruhr in Laramie (Rails into Laramie)
- 1954: In den Kerkern von Marokko (Yankee Pasha)[1]
- 1955: Drei Matrosen in Paris (So this Paris)
- 1956: Adam und Eva (Adán y Eva)
- 1961: Die Verdammten vom Rio Grande (Juana Gallo)
- 1961: Rosa Blanca[2]
- 1962: Tharus, Sohn des Attila (Tharus, figlio di Attila)